# Olympiska sommarspelen 2032
Olympiska sommarspelen 2032 är tänkt att hållas 23 juli–8 augusti 2032 i Brisbane i Australien, officiellt som den 35:e (XXXV) olympiadens sommarspel. Brisbane valdes som arrangör den 21 juli 2021.

## Ansökningar
Valet av arrangör föll på Brisbane, vilket var väntat eftersom Brisbane var ensam sökande av värdskap.

## Sändningsrättigheter
- Brasilien – Grupo Globo[3]
- Japan – Japan Consortium[4]
- Sydkorea – JTBC[5]
- USA – NBCUniversal[6]